# John Sytmen
John Sytmen (født 1967 i Danmark) er en tyrkisk/dansk erhvervsmand og tidligere atlet.
Sytmen vandt, som medlem i Aalborg AK, to danske juniormesterskaber i trespring 1985-1986 og var med til at sætte dansk junior rekord 1984 på 4x200 meter. 
Sytmen afsluttede sin økonomi uddannelse ved Aalborg Universitet 1989 og flyttede derefter til Tyrkiet, hvor han på Bilkent Universitetet i Ankara tog en MBA. Han etablerede sit selskab John's Coffee World og sin første kaffebar i Tyrkiet i 1995. Nu er han strategisk direktør i restaurationsfirmaet Dream, et datterselskab til et af Tyrkiets største konglomerater, Doğuş.
Sytmen som har en tyrkisk far og en dansk mor bor i dag i Marmara-regionen ved Istanbul i Tyrkiet.

## Danske mesterskaber
Junior -20 år
- Guld 1986  Trespring 14,41
- Guld 1985  Trespring 14,02

17-18 år
- Guld 1985  Trespring 14,09

## Personlig rekord
- Trespring: 14,41

## Danske rekorder
Junior -19 år
- 4x200 meter  1:32.3  25. oktober 1984 (Holdet: Henrik Kragh – Finn Nielsen – John Sytmen – Poul Gundersen)